# Hot Girls Wanted
Pour plus de détails, voir Fiche technique et Distribution.
Hot Girls Wanted est un film documentaire américain réalisé par Jill Bauer et Ronna Gradus sorti en 2015.
Le film dénonce l’industrie pornographique et ses pratiques abusives envers les femmes en suivant le parcours de plusieurs actrices âgées de 18 et 19 ans.
Hot Girls Wanted a été présenté en avant-première au Festival du film de Sundance 2015 et est sorti sur Netflix le 29 mai 2015.

## Synopsis
Jill Bauer et Ronna Gradus suivent le parcours de jeunes femmes, recrutées par petites annonces sur le site Internet Craigslist. En quête de gloire rapide et d’argent facile, elles quittent les États de l'intérieur pour rejoindre la Floride et se lancer dans l'industrie du porno amateur. Elles sont accueillies et recrutées par Riley Reynolds, fondateur de l'agence Hussie Models, qui cherche de nouveaux talents.
Enthousiasmées par les dollars engrangés par milliers et l'attention qui leur est portée au début, elles déchantent rapidement en découvrant le caractère périssable d'une carrière d'actrice pornographique et la violence de l'industrie du X que souhaitent dénoncer les réalisatrices.

## Fiche technique

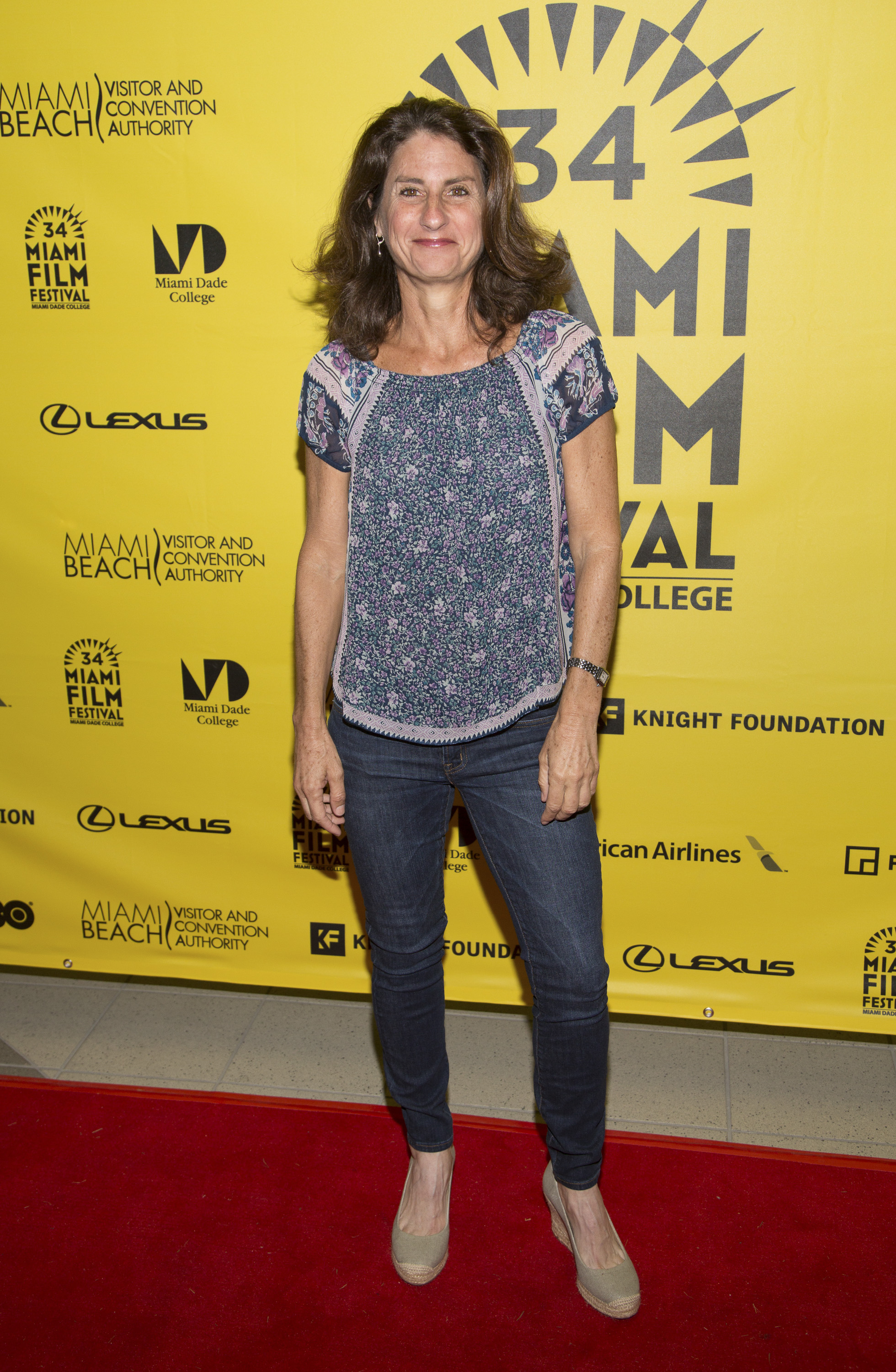
Jill Bauer, l'une des deux réalisatrice du film

- Jill Bauer, l'une des deux réalisatrice du filmRéalisation : Jill Bauer et Ronna Gradus
- Scénario : Brittany Huckabee
- Production / Diffusion : Netflix
- Producteurs : Jill Bauer, Ronna Gradus, Brittany Huckabee et Rashida Jones
- Durée : 84 min

En France, Hot Girls Wanted est diffusé pour la première fois en streaming sur Netflix le 30 mai 2015.
Le film est à l'origine de la docu-série Hot Girls Wanted: Turned On, sortie en 2017 et également diffusée sur Netflix.
- Classification :
  - France : Interdit aux moins de 16 ans
  - Etats-Unis : R - Restricted

## Distinctions
- 2015 : sélectionné au Festival du film de Sundance[6]
- 2015 : sélectionné aux Emmy Awards[7]